# Leptinopterus vestitus
Leptinopterus vestitus is een keversoort uit de familie vliegende herten (Lucanidae). De wetenschappelijke naam van de soort is voor het eerst geldig gepubliceerd in 1937 door Benesh.